# الفساد في بنغلاديش

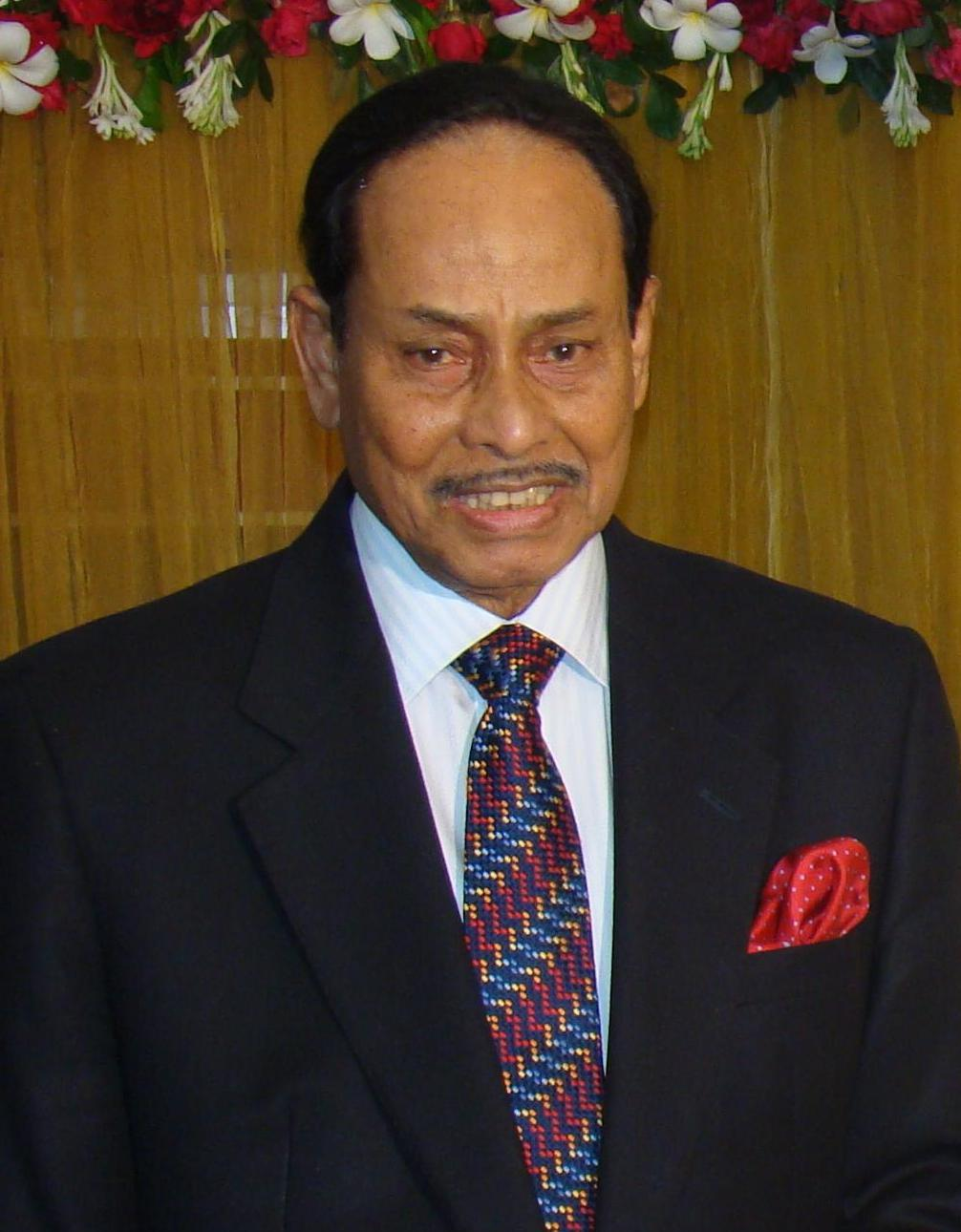
حسين إرشاد رئيس بنغلاديش الأسبق خلال مراسم زفاف

يظل الفساد في بنغلاديش مشكلةً مستمرةً حتى اليوم، ووفقًا لجميع مؤسسات التصنيف الكبرى، نجد بنغلاديش بصورة روتينية ضمن قائمة أكثر الدول فسادًا في العالم.
يصنف مؤشر قياس الفساد لعام 2017 الصادر عن منظمة الشفافية الدولية بنغلاديش في المرتبة 143 من بين 180 دولة. تُعدّ القطاعات العامة التي تديرها الحكومة أكثر القطاعات فسادًا في البلاد.
جرى تشكيل هيئة مكافحة الفساد في عام 2004، لكنها ذات فعالية ضعيفة في عمليات التحقيق ومنع الفساد بسبب سيطرة الحكومة عليها. اعترف رئيس هيئة مكافحة الفساد بتفشي الفساد في بنغلاديش.

## أسباب الفساد
خضعت البلاد لحكم سلسلة من الحكومات المدنية والعسكرية بعد الانفصال عن باكستان في عام 1971. أسفرت أعمال الشغب التي أحاطت بانتخابات 2014 عن مئات القتلى، وغيّرت منظمة فريدم هاوس تصنيف «الحقوق السياسية» للبلاد من 3 إلى 4 (التصنيف 1 هو الأفضل، و7 الأسوأ). تُعدّ هذه حادثة واحدة فقط في التاريخ الحديث للعنف السياسي المدمر في بنغلاديش.
انخفض مؤشر سيادة القانون في الدولة وفق مؤشرات الحكم العالمية من 28.6 (على مقياس من 0 إلى 100) في عام 2011 إلى 22.7 في عام 2013. مع أن بنغلاديش شهدت تقدمًا اجتماعيًا واقتصاديًا ملحوظًا منذ مطلع القرن تقريبًا، لكنها ما تزال واحدة من أفقر دول العالم، إذ عاش 76.5% من السكان في عام 2010 معتمدين على أقل من دولارين أمريكيين في اليوم.

## الفساد حسب القطاع
يُذكر أن الرشوة والبحث عن الريع والاستخدام غير السليم للأموال الحكومية، والضغط المفرط، والتأخيرات الطويلة في أداء الخدمات، والسرقة، وتقاعس المسؤولين الحكوميين، والتعصب البيروقراطي، قد جعلت من إدارات القطاع العام أكثر القطاعات فسادًا في بنغلاديش. تشمل القطاعات العامة في بنغلاديش أقسام الشرطة، وإدارات مكافحة الحرائق، وإمدادات المياه، والكهرباء، وإمدادات الغاز، والتعليم، والتخلص من النفايات، والصحة، والنقل، والإدارة، إلخ. 
وجدت دراسة أجريت عام 2012 أن 97% من أعضاء البرلمان متورطون في أنشطة غير قانونية، و77% منهم يسيئون استخدام مناصبهم في مجالس الانتخابات المحلية، و75% يستغلون مشاريع التنمية لمصلحتهم الخاصة، بما في ذلك الموافقة على تعيين اللجان مقابل ضمان موافقتهم على المشاريع أو البرامج، و53% منهم متورط في أعمال إجرامية صريحة، و69% يتدخل للتأثير على قرارات الشراء، و62% يؤثر على الانتخابات المحلية.
يرى 45% من سكان بنغلاديش أن الأحزاب السياسية فاسدة، بينما يرى 41% أن البرلمان فاسد، ويُنظر إلى الشرطة والقضاء على أنهم الأكثر فسادًا، أما السياسيون فأغلبهم مجرمون متهورون، ويظن كثيرون أن الأحزاب «تؤوي مجرمين وإرهابيين»، وفقًا لمنظمة تي آي بنغلاديش. تستخدم الأطراف الحزبية روتينيًا أموال الحزب مقابل خدمات أو تدفعها لشراء صمت الأطراف الأخرى بسبب الابتزاز، ويستخدمون أموال الدولة بصورة غير مشروعة لشراء الوظائف والتراخيص والعقود لأعضاء الحزب ولأغراض أخرى. تغيب الشفافية المطلوبة عندما يتعلق الأمر بموارد الحزب المالية؛ رغم اللوائح والتشريعات التي تتطلب إبلاغ لجنة الانتخابات، فإن التقارير شحيحة أو غائبة ونادرًا ما يُعاقب أولئك المخالفون. يخضع كل من البرلمان والأحزاب السياسية لتأثير قطاع الأعمال، إذ أصبح الآن 56% من أعضاء البرلمان من رجال الأعمال.

### السياسيون

#### رابطة عوامي البنغلاديشية
في 9 أبريل 2012، كان السكرتير الشخصي المساعد لوزير السكك الحديدية سورانجيت سينغوبتا، والمدير العام للمنطقة الشرقية، وقائد الأمن ذاهبين بالسيارة إلى منزل سورانجيت مع 7.4 مليون تاكا من أموال الرشوة، عندما سلمهم السائق عزام خان للسلطات.
زعم البنك الدولي في عام 2012 أن سيد أبو الحسين كان أحد المتآمرين الفاسدين في فضيحة جسر بادما، ليستقيل الأخير من مكتبه في 23 يوليو 2012. يُذكر أيضًا أن وزير الدولة السابق للشؤون الخارجية والنائب عن رابطة عوامي أبو الحسن شودري كان متورطًا أيضًا في مؤامرة الفساد تلك، حاله حال مجيب الرحمن شودري، ابن شقيق الشيخة حسينة، نائبة في البرلمان، ومقاولة مدنية. اعترفت شركة إس إن سي-لافالين برشوة مجيب بهدف الحصول على عقود. بعد فترة وجيزة من ظهور القضية، تبرأت الشيخة حسينة من ابن أخيها وقامت بحملة لصالح خصمه في الانتخابات العامة في بنغلاديش عام 2014.
قالت هيئة مكافحة الفساد في بنغلاديش بتاريخ 29 أغسطس 2012 إن بحوزتها معلومات تفيد بأن سيد مداسر علي، مستشار رئيس الوزراء الشيخة حسينة، قد أثر على المسؤولين في بنك سونالي بهدف الاحتيال والحصول على قرض لمجموعة هولمارك المثيرة للجدل.
شهد 24 أبريل 2013 انهيار مبنى تجاري حمل اسم رانا بلازا في سافار، دكا، بنغلاديش بسبب خطأ في هيكله، ويُذكر أن المبنى كان مملوكًا لسوهيل رانا، زعيم رابطة جوبو (جناح الشباب في رابطة عوامي البنغلاديشية).
في 27 أبريل 2014، وقع الحادث المسمى جرائم القتل السبعة في نارايان غانج، والذي كان نور حسين نائب رئيس رابطة عوامي في سيدهير غانج العقل المدبر وراءه.
في 15 أكتوبر 2015، اعتُقل منجر الإسلام ليتون، النائب البرلماني عن رابطة عوامي، بسبب إطلاقه النار على صبي يبلغ من العمر 9 سنوات يُدعى شهدات حسين شورى.
في 10 أبريل 2016، أيدت دائرة الاستئناف بالمحكمة العليا في بنغلاديش حكمًا بالسجن لمدة 13 عامًا للوزير السابق لإدارة الكوارث والإغاثة مفضل حسين شودري مايا بعد رفض طلب المراجعة الذي قدمه طالبًا البراءة في قضية الفساد.
في نوفمبر 2016، حُكم على النائب البرلماني عن حزب رابطة عوامي عبد الرحمن بودي بالسجن ثلاث سنوات وغرامة قدرها مليون دولار أمريكي بتهمة جمع 100 مليون دولار أمريكي وإخفائها بصورة غير قانونية.
في 13 يوليو 2017، تعرض غازي طارق سلمان، موظف حكومي (يو إن أو) لمضايقات الشرطة والإدارة المحلية، والزعيم المحلي لرابطة عوامي عبيد الله ساجو.
بعد صدور بيانات البنك الوطني السويسري (إس إن بي) المنشورة في 29 يونيو 2017، وإظهارها امتلاك بنغلاديش 4423,00,00,00,000 تاكا بنغلاديشي في البنوك السويسرية، أي ما يمثل زيادة بنسبة 20% منذ 2013-2014، قال وزير المالية البنغلاديشي أبو المال عبد المحيط إن «وسائل الإعلام قد بالغت في ارتفاع ودائع بنغلادش في البنوك السويسرية».